# سیارک ۳۷۳۳
سیارک ۳۷۳۳ (به انگلیسی: 3733 Yoshitomo، نامگذاری:1985AF) سه هزار و هفتصد و سی و سومین سیارک کشف شده‌است که در ۱۵ ژانویه ۱۹۸۵ کشف شد.
قدر مطلق سیارک برابر ۱۳٫۰۰ است.